# Antijudaísmo
Antijudaísmo é uma oposição ou hostilidade ao judaísmo e seus praticantes. Ele é distinto do antissemitismo por ser baseado no repúdio, religioso ou de outro motivo, a práticas ou crenças da religião judaica, e não em supostos fatores raciais.

## Antijudaísmo no Império Romano pré-cristão
No Império Romano, a religião era uma parte integrante do governo civil. Os imperadores romanos proclamaram-se como deuses na Terra, e exigiam ser assim venerados. Isso criava dificuldades, não apenas para os judeus, mas também para os seguidores de Mitra, Sabázio, e os primeiros cristãos, que eram proibidos por suas crenças de venerar deuses de outras.
A Crise sob Calígula (37-41) é tida como a "primeira ruptura aberta entre Roma e os judeus", apesar de os problemas já serem evidentes durante o Censo de Públio Sulpício Quirino em 6 e sob Sejano (antes de 31).
Após a Guerra judaico-romana (66-135), Adriano mudou o nome da província da Judeia para Síria Palestina, e Jerusalém para Élia Capitolina, na tentativa de apagar os laços históricos dos judeus com a região. Além disso, após 70, os judeus só eram autorizados a praticar a sua religião se pagassem o Fisco Judaico (imposto judaico), e depois de 135 foram impedidos de entrar em Jerusalém, exceto no dia do Tisha B'Av.
Flávio Clemente, hoje tido como mártir cristão, foi condenado à morte por "viver uma vida judaica", no ano de 95, o que pode ter sido relacionado com a administração do imposto judaico sob Domiciano.
O Império Romano adotou o cristianismo como religião do Estado com o Édito de Tessalónica em 27 de Fevereiro de 380.

## História do antijudaísmo cristão

### Cristianismo primitivo e os judaizantes
O cristianismo iniciou a sua existência no século I como uma seita dentro do judaísmo, o chamados cristianismo judaico. Era visto como tal pelos primeiros cristãos, assim como pelos judeus em geral. A administração romana provavelmente também não teria visto qualquer distinção. É discutido entre os historiadores se o governo romano distinguia ou não entre cristãos e judeus antes que Nerva realizasse sua modificação do imposto judaico em 96. A partir de então, os judeus praticantes pagavam o imposto, mas os cristãos não.
O principal ponto de divergência entre a comunidade cristã primitiva e suas raízes judaicas era a crença cristã de que Jesus era o tão esperado Messias. Outro ponto de divergência foi o questionamento por parte da comunidade cristã da aplicabilidade contínua da Lei de Moisés (a Torá), embora o "Decreto Apostólico" da era apostólica do cristianismo parece fazer paralelo com as Leis de Noé do judaísmo. As duas questões vieram a ser ligadas a uma discussão teológica dentro da comunidade cristã, sobre se a vinda do Messias poderia anular algumas ou todas as leis bíblicas anteriores.
Após a aceitação de Jesus como o messias, a controvérsia quanto à circuncisão foi provavelmente o segundo problema no qual o argumento teológico foi feito em termos de antijudaísmo; aqueles que defendiam que as leis bíblicas continuavam a ser aplicáveis eram chamados de "judaizantes" ou "fariseus" (por exemplo, em Atos 15:5). Os ensinamentos de Paulo de Tarso, cujas cartas compreendem grande parte do Novo Testamento, podem ser vistos como um esforço contra a judaização. No entanto, Tiago, o Justo, que após a morte de Jesus foi amplamente reconhecido como o líder da cristãos de Jerusalém, adorou no Segundo Templo em Jerusalém até sua morte em 62, 30 anos após a morte de Jesus.
A destruição do Segundo Templo, no ano de 70, levaria os cristãos a "duvidar da eficácia da lei antiga"; no entanto, Marcião de Sinope, que defendia rejeitar a totalidade da influência judaica sobre a fé cristã, seria excomungado pela Igreja de Roma em 144.

### Polêmica antijudaica
Obras antijudaicas deste período incluem De Adversus Iudeaos por Tertuliano, Octavius por Marcus Minucius Felix, De Catholicae Ecclesiae Unitate por Cipriano de Cartago, e Instructiones Adversus Gentium Deos por Lactâncio. A hipótese tradicional sustenta que o antijudaísmo destes primeiros pais da Igreja foi herdado da tradição cristã da exegese bíblica, embora uma segunda hipótese sustenta que o antijudaísmo dos primeiros cristãos foi herdado do mundo pagão.
Taylor observou que o antijudaísmo cristão teológico "emerge a partir de esforços da Igreja para resolver as contradições inerentes a sua apropriação simultânea e rejeição de diferentes elementos da tradição judaica".
Os estudiosos modernos acreditam que o judaísmo pode ter sido uma religião missionária nos primeiros séculos da era cristã, portanto, a concorrência pelas lealdades religiosas dos gentios alimentou o antijudaísmo. O debate e o diálogo mudaram de polêmica para ataques verbais e escritos amargos entre os dois grupos. A Tarfon (falecido em 135) é atribuída uma declaração sobre se pergaminhos poderiam ser deixados para queimar em um incêndio no sábado. Uma discutível interpretação identifica esses livros como o Evangelho: "Os Evangelhos devem queimar, pois o paganismo não é tão perigoso para a fé judaica como judeus cristãos". A anônima "Carta a Diogneto" foi a primeira obra apologética cristã da Igreja para lidar com o judaísmo. Justino, falecido em 165 dC, escreveu o Diálogo com Trifão, um debate polêmico afirmando a messianidade de Jesus, fazendo uso do Antigo Testamento em contraste com contra-argumentos de uma versão fictícia do rabino Trifão. "Durante séculos, os defensores de Cristo e os inimigos dos judeus não empregaram qualquer outro método" além destas obras apologéticas.
Embora o imperador Adriano tenha sido um "inimigo da sinagoga", o reinado de Antonino Pio começou um período de benevolência romana para a fé judaica. Enquanto isso, a hostilidade ao cristianismo continuou a se cristalizar: após Décio, o império estava em guerra com esta crença. Uma relação desigual de poder entre judeus e cristãos, no contexto do mundo greco-romano, "gerou sentimentos antijudaicos entre os primeiros cristãos." Sentimentos de ódio mútuo surgiram, em parte devido à legalidade do judaísmo no Império Romano; em Antioquia, onde a rivalidade era mais amarga, foram mais provavelmente os judeus que exigiram a execução de Policarpo de Esmirna.

### De Constantino até ao século VIII
Quando Constantino e Licínio emitiram o Édito de Milão, a influência do judaísmo estava desaparecendo na terra de Israel em favor do cristianismo, mas se ampliando fora do Império Romano, na Babilônia. Até o século III as heresias judaizantes estavam quase extintas no cristianismo. O Concílio de Niceia proibiu a celebração da Páscoa entre os cristãos.
Após derrotar Licínio, em 323 dC, Constantino mostrou clara preferência política pelos cristãos. Ele reprimiu o proselitismo judaico, e proibiu os judeus de circuncidar seus escravos. Os judeus foram impedidos de entrar em Jerusalém, exceto no Tisha B'Av (dia do aniversário da destruição do Segundo Templo) e somente depois de pagar um imposto especial (provavelmente o Fiscus Judaicus) em prata. Ele também promulgou uma lei que condenava à morte na fogueira os judeus que perseguiram seus apóstatas por apedrejamento. O cristianismo se tornou a religião oficial do Império Romano (ver: cristianização). "Mal se armou, [a Igreja] esqueceu seus mais elementares princípios e dirigiu seu braço secular contra os seus inimigos".
A partir de meados do século V, o uso da apologética cessou com Cirilo de Alexandria. Esta forma de antijudaísmo tinha se provado fútil e muitas vezes servira para fortalecer a fé judaica. Com o cristianismo ascendente no Império, "os Padres, bispos, e sacerdotes que tinham de lutar contra os judeus trataram-nos muito mal". Hosius na Espanha; Papa Silvestre I; Eusébio de Cesareia; os chamaram de uma seita perversa, perigosa e criminosa." Embora Gregório de Níssa meramente acusa os judeus como infiéis, outros professores são mais veementes. Santo Agostinho rotulou os talmudistas de falsificadores; Santo Ambrósio reciclou um antigo ataque anti-cristão e acusou os judeus de desprezar o direito romano. São Gerônimo Jerónimo de Strídon afirmava que os judeus eram possuídos por um espírito impuro. São Cirilo de Jerusalém afirmou que os patriarcas judeus, ou Nasi, eram uma raça inferior.
Todos estes ataques teológicos se combinaram nos seis sermões de São João Crisóstomo em Antioquia. Crisóstomo, um arcebispo de Constantinopla, era muito negativo no seu tratamento do judaísmo, embora muito mais hiperbólica de expressão. Enquanto o diálogo de Justino é um tratado filosófico, as homilias contra os judeus de São Crisóstomo são um conjunto mais informal e retoricamente forte de sermões. Realizados enquanto Crisóstomo ainda era um sacerdote em Antioquia, suas homilias faziam uma crítica mordaz da vida civil e religiosa judaica, advertindo os cristãos a evitar qualquer contato com o judaísmo ou o sinagoga, e manter distância dos festivais da religião rival.
"Há legiões de teólogos, historiadores e escritores que escrevem sobre os judeus o mesmo que Crisóstomo: Epifânio, Diodoro de Tarso, Teodoro de Mopsuéstia, Teodoreto de Chipre, Cosme Indicopleustes, Atanásio, o Sinaíta entre os gregos; Hilário de Poitiers, Prudêncio, Paulo Orósio, Sulpício Severo, Genádio, Venâncio Fortunato, Isidoro de Sevilha, entre os latinos ".
Do século IV a VII, enquanto os bispos se opunham ao judaísmo na escrita, o Império promulgou uma série de leis civis contra os judeus, por exemplo proibindo-os de exercer cargo público, e um imposto curial opressivo. Leis foram promulgadas contra a observância de sua crença; Justiniano chegou ao ponto de aprovar uma lei contra as orações diárias dos judeus. Tanto os cristãos e os judeus estavam envolvidos em turbas violentas nos últimos dias do Império.
O padrão em que os judeus eram relativamente livres em reinos pagãos até a conversão cristã do regente, como visto com Constantino, se repetiria nas terras além do Império Romano, agora em colapso. Sigismundo da Borgonha promulgou leis contra os judeus depois de chegar ao trono após sua conversão em 514; o mesmo ocorreu com Recaredo I, rei dos visigodos, em 589, o que teria efeito duradouro quando codificada por Recesvinto no Código Visigótico de Direito. Este código inspirou os judeus a colaborar com Tárique, muçulmano, em sua derrubada de Rodrigo e sob os mouros, os judeus recuperaram suas liberdades religiosas.

## Comparação com o antissemitismo
No livro In Toward a Definition of Antisemitism, o historiador Gavin I. Langmuir estabeleceu uma diferenciação entre o antijudaísmo medieval, em que o judeu era detestado pelos cristãos por seguir um sistema de crenças concorrente, do antissemitismo medieval, em que o judeu era visto como uma criatura irreal e demoníaca, um monstro criado por rumores.
No século VI, no Reino Visigótico, as injustas coacções e imprudências que foram praticadas contra a comunidade judaica hispânica para forçá-los a abraçar a fé cristã levou à criação de um "problema judaico", que muito perturbou a vida desse reino.